# Mithridates V. (Pontos)

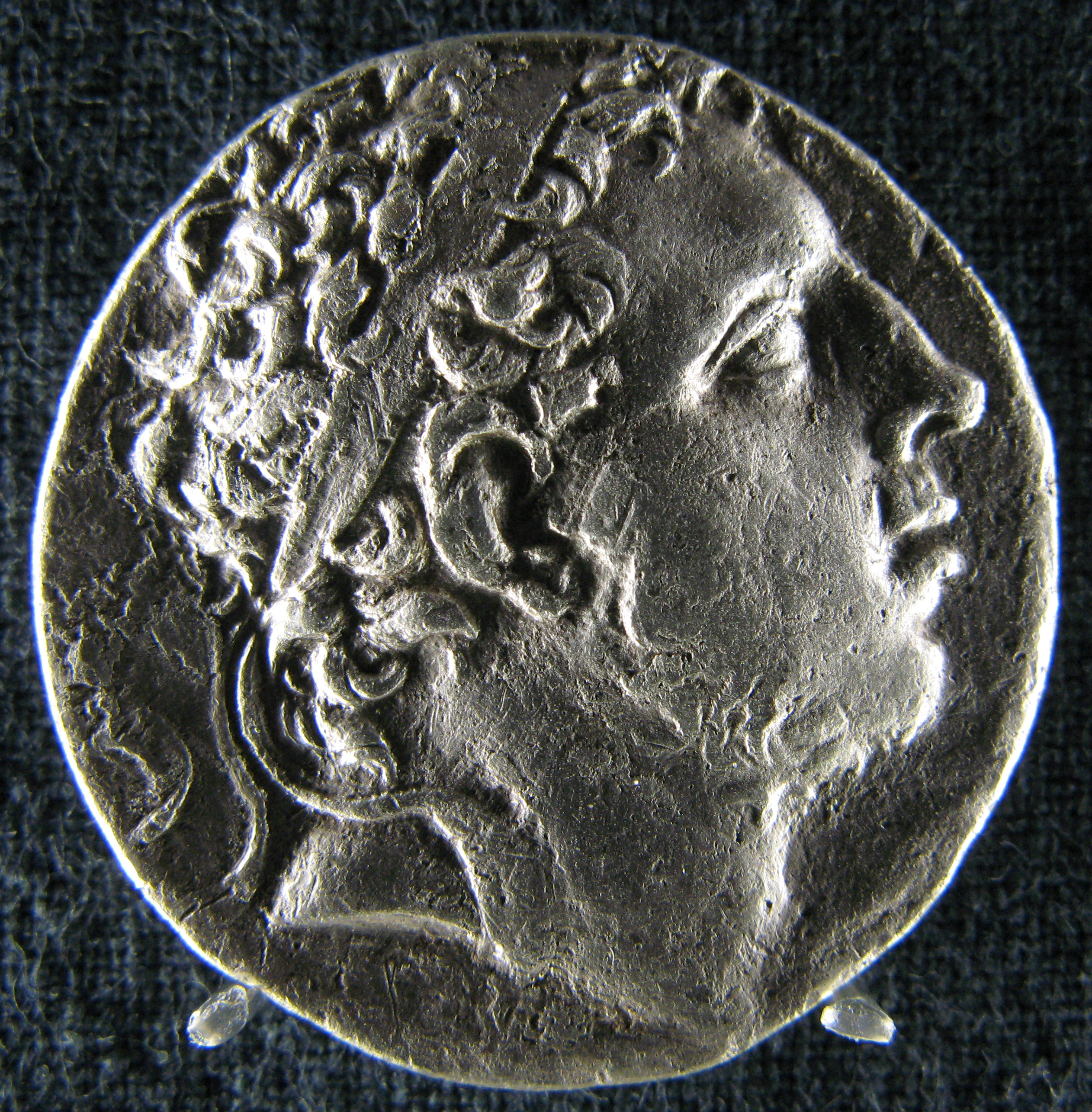
Mithridates V., Tetradrachme, Numismatisches Museum Athen

Mithridates V. Euergetes (altgriechisch Μιθριδάτης ὁ Εὐεργέτης Mithridátēs ho Euergétēs; † 120 v. Chr. in Sinope) war der siebte König von Pontos und regierte von etwa 152/151 bis 120 v. Chr.

## Leben
Mithridates V. war der Sohn des Pharnakes I. Er suchte Kontakte in fast der gesamten griechischen Welt zu knüpfen. Zur Rekrutierung von Söldnern für eine schlagkräftige Armee schickte er seinen Heerführer Dorylaos aus Amisos öfters nach Thrakien, Griechenland und Kreta. Seinen eigenen Hof suchte er auch zu hellenisieren. Für die Insel Delos stiftete er als Griechenfreund mehrere Weihgeschenke. Sein Sohn war der später gefürchtete Römerfeind Mithridates VI. Da dessen Geburtsort Sinope war, machte wohl Mithridates V. diese Stadt anstelle der bisherigen Residenz Amaseia zur neuen Metropole des pontischen Reichs (dies könnte aber auch schon unter Pharnakes I. erfolgt sein).
Mithridates V. setzte den romfreundlichen Kurs seines Vorgängers Mithridates IV. fort und half der Weltmacht 149–146 v. Chr. im Dritten Punischen Krieg mit Hilfskontingenten und Schiffen gegen Karthago sowie 133–129 v. Chr. bei der Unterdrückung der Rebellion des Aristonikos in Pergamon. Als es um die Verteilung der gewonnenen Gebiete ging, wollten sowohl Mithridates V. als auch der König Nikomedes II. von Bithynien das Land Phrygien ihrem Reich einverleiben. Mithridates V. konnte dabei auf die Mitgift hinweisen, die Seleukos II. einst seiner Schwester für ihre Ehe mit Mithridates II. mitgegeben hatte. Außerdem machte der pontische König das höchste Angebot. Deshalb erhielt er das Land durch den Konsul Manius Aquillius zugeteilt, doch kam dieses Geschäft letztlich doch nicht zustande, da sich in Rom dagegen Widerstand regte und von Gaius Sempronius Gracchus verhindert wurde. Dafür gelang es Mithridates V., von Pylaimenes von Paphlagonien zum Erben von dessen Königreich ernannt zu werden. Dann startete der pontische König eine Offensive gegen das von Unruhen erschütterte Kappadokien und band den König Ariarathes VI. an sich, indem er ihm seine Tochter Laodike zur Gemahlin gab.
120 v. Chr. wurde Mithridates V. in seiner Residenz Sinope durch eine Verschwörung seiner engsten Vertrauten, zu denen vielleicht sogar Familienmitglieder zählten, ermordet. Nun übernahmen seine Gattin und zwei Söhne laut testamentarischer Bestimmung die Regierung.